# Fabio Viviani
Fabio Viviani (Lucca, 29 settembre 1966) è un allenatore di calcio ed ex calciatore italiano, di ruolo centrocampista, tecnico del Vicenza femminile.

## Carriera

### Giocatore

Fabio Viviani in Milan- del 12 novembre 1996, andata dei quarti di finale della Coppa Italia 1996-1997.

Cresciuto nelle giovanili della sua città, il Como, nel 1985 passa all'Ospitaletto in Serie C2. Dopo un primo campionato con sole 5 presenze, disputa tutta la seconda stagione tornando a giocare nel 1987 al Como, col quale esordisce in Serie A.
L'8 settembre 1988 passa in prestito al Milan, col quale non trova molto spazio. Torna a giocare da titolare con la maglia del Monza, dove vive uno dei periodi più difficili della sua carriera. Infortunatosi gravemente, resta lontano dai terreni di gioco per un anno intero in cui medita anche di lasciare il calcio. Torna in campo nel 1991 in Serie C1 e, dopo un'altra stagione in Brianza, passa al Vicenza.
Con la squadra berica conquista la promozione in Serie B sotto la guida dell'allenatore Renzo Ulivieri, con cui conquista una salvezza. L'anno successivo la squadra è affidata a Francesco Guidolin che porta il Vicenza di nuovo in massima serie.
Nel 1997 vince la Coppa Italia; dopo l'avventura in Coppa delle Coppe che arriva fino alla semifinale, rimane a giocare a Vicenza. Vive la retrocessione in B e la nuova promozione. Il 15 gennaio 2001 nonostante la società berica gli avesse offerte il posto di allenatore della primavera al momento del ritiro, passa al Treviso firmando un biennale.
In totale con la maglia del Vicenza ha giocato 243 partite di campionato, undicesimo fra i biancorossi di tutti i tempi per incontri disputati.

### Allenatore
Il 16 luglio 2001 entra nello staff del Vicenza come vice di Fascetti. Il 2 gennaio 2002 viene nominato insieme ad Adelio Moro allenatore della squadra berica in sostituzione dell'esonerato Eugenio Fascetti. Il 7 giugno lasciano la guida ad Andrea Mandorlini. È stato per tre anni allenatore della primavera della squadra berica. Dal 10 luglio 2005 al 10 marzo 2009 è stato l'allenatore in seconda del Napoli di Edoardo Reja.
Il 24 giugno 2009 assume l'incarico di allenatore della Sambonifacese. Il 17 giugno 2010 lascia il club. Il 18 luglio viene chiamato dal Portogruaro per sostituire il dimissionario Eugenio Corini, in Serie B. Il 29 novembre, dopo la 17ª giornata di campionato e l'ultimo posto in classifica, viene esonerato.
Il 5 dicembre 2011, dopo le dimissioni di Giuseppe Giannini, viene assunto alla guida del Grosseto. Dopo tre pareggi e una sconfitta, conquista la prima vittoria in casa contro l'Albinoleffe per 1-0, dopo aver rischiato la panchina. Il 1 febbraio 2012, a seguito della sconfitta per 2-0 contro il Verona viene esonerato. Sulla panchina del Grosseto ha racimolato 7 punti in altrettante partite, con una vittoria, quattro pareggi e due sconfitte.
Il 13 giugno 2012 viene chiamato alla guida dell'Udinese per coprire l'incarico di vice-allenatore.
Il 9 ottobre 2014 su richiesta dell'allenatore Giuseppe Iachini e con il benestare del presidente Maurizio Zamparini, entra a far parte dello staff tecnico del Palermo. Il 10 novembre 2015, a seguito dell'esonero di Iachini, su volontà della società e del direttore sportivo Manuel Gerolin rimane in rosanero, svolgendo mansioni di match-analyst.
L'11 gennaio 2016 all'indomani della vittoria per 0-1 contro il Verona e il conseguente esonero di Davide Ballardini a causa di screzi avuti con il portiere Stefano Sorrentino, il presidente Maurizio Zamparini lo nomina allenatore ad interim dei rosanero, il tempo necessario per definire l'arrivo di Guillermo Barros Schelotto. Firma un contratto fino al termine della stagione con l'obiettivo della salvezza, prendendo la squadra in quel momento al quint'ultimo posto con 21 punti, divenendo il terzo allenatore della stagione dei siciliani. Dopo sei giorni guida la squadra nella sconfitta al Marassi per 4-0 contro il Genoa. Il 24 gennaio viene scelto Giovanni Bosi per sedersi sulla panchina contro l'Udinese, visto ancora il mancato via libera per il tecnico argentino di guidare i suoi uomini. Il 10 marzo con la nomina di Walter Novellino come tecnico del Palermo viene sollevato dall'incarico di collaboratore tecnico.
Il 29 agosto viene ingaggiato come allenatore del Ittihad Kalba, squadra che milita nella prima divisione degli Emirati Arabi Uniti.
Si dimette il 12 dicembre.
Nel 2022 si trasferisce in Turchia, ad Izmir per fare il viceallenatore del club Göztepe
Il 4 settembre del 2023 firma un contratto con il club emiratino dell'Hatta Club .

## Statistiche

### Allenatore
Statistiche aggiornate a giugno 2020.
| Stagione             | Squadra              | Piazzamento           | Campionato      | Campionato | Campionato | Campionato | Campionato | Coppe nazionali | Coppe nazionali | Coppe nazionali | Coppe nazionali | Coppe nazionali | Coppe continentali | Coppe continentali | Coppe continentali | Coppe continentali | Coppe continentali | Altre coppe | Altre coppe | Altre coppe | Altre coppe | Altre coppe | Totale | Totale | Totale | Totale |
| Stagione             | Squadra              | Piazzamento           | Comp            | G          | V          | N          | P          | Comp            | G               | V               | N               | P               | Comp               | G                  | V                  | N                  | P                  | Comp        | G           | V           | N           | P           | G      | V      | N      | P      |
| -------------------- | -------------------- | --------------------- | --------------- | ---------- | ---------- | ---------- | ---------- | --------------- | --------------- | --------------- | --------------- | --------------- | ------------------ | ------------------ | ------------------ | ------------------ | ------------------ | ----------- | ----------- | ----------- | ----------- | ----------- | ------ | ------ | ------ | ------ |
| gen.-giu. 2002       | Vicenza              | subentrato, 9º        | B               | 20         | 4          | 7          | 9          | CI              | -               | -               | -               | -               | -                  | -                  | -                  | -                  | -                  | -           | -           | -           | -           | -           | 20     | 4      | 7      | 9      |
| 2009-2010            | Sambonifacese        | 11º                   | 2D              | 34         | 10         | 12         | 12         | CI-LP           | 5               | 2               | 2               | 1               | -                  | -                  | -                  | -                  | -                  | -           | -           | -           | -           | -           | 39     | 12     | 14     | 13     |
| giu.-nov. 2010       | Portogruaro          | esonerato             | B               | 17         | 3          | 5          | 9          | CI              | 2               | 1               | 0               | 1               | -                  | -                  | -                  | -                  | -                  | -           | -           | -           | -           | -           | 19     | 4      | 5      | 10     |
| dic. 2011-feb. 2012  | Grosseto             | subentrato, esonerato | B               | 7          | 1          | 4          | 2          | CI              | -               | -               | -               | -               | -                  | -                  | -                  | -                  | -                  | -           | -           | -           | -           | -           | 7      | 1      | 4      | 2      |
| gen. 2016            | Palermo              | interim               | A               | 1          | 0          | 0          | 1          | CI              | -               | -               | -               | -               | -                  | -                  | -                  | -                  | -                  | -           | -           | -           | -           | -           | 1      | 0      | 0      | 1      |
| ago.-dic. 2016       | Ittihad Kalba        | dimesso               | AGL             | 11         | 2          | 2          | 7          | AGC             | 6               | 1               | 2               | 3               | -                  | -                  | -                  | -                  | -                  | -           | -           | -           | -           | -           | 17     | 3      | 4      | 10     |
| sett. 2018-2019      | Ittihad Kalba        | subentrato, 11º       | AGL             | 25         | 5          | 10         | 10         | AGC+ CEA        | 6+1             | 0+0             | 2+0             | 4+1             | -                  | -                  | -                  | -                  | -                  | -           | -           | -           | -           | -           | 32     | 5      | 12     | 15     |
| ago.-ott. 2019       | Ittihad Kalba        | Esonerato             | AGL             | 2          | 0          | 0          | 2          | AGC             | 2               | 0               | 0               | 2               | -                  | -                  | -                  | -                  | -                  | -           | -           | -           | -           | -           | 4      | 0      | 0      | 4      |
| Totale Ittihad Kalba | Totale Ittihad Kalba | Totale Ittihad Kalba  |                 | 38         | 7          | 12         | 19         |                 | 15              | 1               | 4               | 10              | -                  | -                  | -                  | -                  | -                  | -           | -           | -           | -           | -           | 53     | 8      | 16     | 29     |
| feb.-giu. 2020       | Fujairah             | [ 22 ]                | AGL             | 2          | 0          | 0          | 2          | -               | -               | -               | -               | -               | -                  | -                  | -                  | -                  | -                  | -           | -           | -           | -           | -           | 2      | 0      | 0      | 2      |
| set 2023-2024        | Hatta                |                       | AGL             | 0          | 0          | 0          | 0          | AGC             | 0               | 0               | 0               | 0               | -                  | -                  | -                  | -                  | -                  | -           | -           | -           | -           | -           | 0      | 0      | 0      | 0      |
| Totale carriera      | Totale carriera      | Totale carriera       | Totale carriera | 119        | 25         | 40         | 54         |                 | 22              | 4               | 6               | 12              |                    | -                  | -                  | -                  | -                  |             | -           | -           | -           | -           | 141    | 29     | 46     | 66     |

## Palmarès

### Giocatore

#### Competizioni nazionali
- Coppa Italia: 1

Vicenza: 1996-1997
- Campionato italiano di Serie B: 1

Vicenza: 1999-2000
- Campionato italiano Serie C2: 1

Ospitaletto: 1986-1987

#### Competizioni internazionali
- Coppa dei Campioni: 1

Milan: 1988-1989